# Courçay
Courçay – miejscowość i gmina we Francji, w Regionie Centralnym, w departamencie Indre i Loara.
Według danych na rok 1990 gminę zamieszkiwały 703 osoby, a gęstość zaludnienia wynosiła 28 osób/km² (wśród 1842 gmin Regionu Centralnego Courçay plasuje się na 542. miejscu pod względem liczby ludności, natomiast pod względem powierzchni na miejscu 492.).